# Préfecture apostolique
Une préfecture apostolique est une juridiction territoriale particulière (Église particulière) de l'Église catholique, établie dans des régions qui n'ont pas encore été constituées en diocèses. 
Elle est de nature provisoire, même si elle n'a pas de limite de temps. En pratique ce type de juridiction se trouve dans des zones où le christianisme ou le catholicisme n'est pas, ou plus, enraciné.
L'objectif ultime est que la région génère un nombre suffisant de catholiques et dispose d'une stabilité suffisante pour que l'Église la transforme en vicariat apostolique, puis en  diocèse.

## Le préfet apostolique
Le préfet apostolique n'est soumis qu'au pape. Il n'est pas obligé, comme les évêques ou les vicaires apostoliques, d'effectuer des visites ad limina.
Le préfet apostolique est d'un rang inférieur à celui d'un vicaire apostolique. Les pouvoirs du préfet sont plus limités et ne possèdent pas le caractère épiscopal. 
Les devoirs d'un préfet apostolique consistent à diriger les travaux de la mission confiée à ses soins ; ses pouvoirs sont en général ceux nécessairement liés à l'administration ordinaire d'un tel office, par exemple : l'affectation d'un prêtre ou l'établissement des règlements pour la bonne gestion des affaires de la mission.

## Selon le Code de droit canonique
« Le vicariat apostolique ou la préfecture apostolique est une portion déterminée du peuple de Dieu qui, à cause de circonstances particulières, n'est pas encore constituée en diocèse, et dont la charge pastorale est confiée à un Vicaire apostolique ou à un Préfet apostolique qui la gouverne au nom du Pontife Suprême »

## Préfectures apostoliques aujourd'hui
Au 1er juillet 2022, l'Église catholique compte trente-neuf préfectures apostoliques dont trente-trois en Asie (vingt-neuf d'entre elles sont situées en Chine).

### En Afrique
En Éthiopie :
- la préfecture apostolique de Robe[A 1],[B 1]

En Libye :
- la préfecture apostolique de Misrata [A 2],[B 2]

Au Maroc :
- la préfecture apostolique du Sahara occidental [A 3],[B 3]

### En Amérique
- la préfecture apostolique des îles Malouines [A 4],[B 4]

### En Asie

#### En Chine
- la préfecture apostolique de Baoqing [A 5],[B 5]
- la préfecture apostolique de Guilin [A 6],[B 6]
- la préfecture apostolique de Hainan [A 7],[B 7]
- la préfecture apostolique de Haizhou [A 8],[B 8]
- la préfecture apostolique de Jiamusi [A 9],[B 9]
- la préfecture apostolique de Jiangzhou [A 10],[B 10]
- la préfecture apostolique de Jian'ou [A 11],[B 11]
- la préfecture apostolique de Lintong [A 12],[B 12]
- la préfecture apostolique de Linqing [A 13],[B 13]
- la préfecture apostolique de Lizhou [A 14],[B 14]
- la préfecture apostolique de Qiqihar [A 15],[B 15]
- la préfecture apostolique de Shaowu [A 16],[B 16]
- la préfecture apostolique de Shashi [A 17],[B 17]
- la préfecture apostolique de Shiqian [A 18],[B 18]
- la préfecture apostolique de Suixian [A 19],[B 19]
- la préfecture apostolique de Tongzhou [A 20],[B 20]
- la préfecture apostolique de Tunxi [A 21],[B 21]
- la préfecture apostolique de Weihaiwei [A 22],[B 22]
- la préfecture apostolique de Xiangtan [A 23],[B 23]
- la préfecture apostolique de Xing'anfu [A 24],[B 24]
- la préfecture apostolique de Xining [A 25],[B 25]
- la préfecture apostolique de Xinjiang [A 26],[B 26]
- la préfecture apostolique de Xinxiang [A 27],[B 27]
- la préfecture apostolique de Yangzhou [A 28],[B 28]
- la préfecture apostolique d'Yiduxian[A 29],[B 29]
- la préfecture apostolique d'Yixian[A 30],[B 30]
- la préfecture apostolique d'Yongzhou[A 31],[B 31]
- la préfecture apostolique d'Yuezhou [A 32],[B 32]
- la préfecture apostolique de Zhaotong [A 33],[B 33]

#### Dans le reste de l'Asie
Au Cambodge :
- la préfecture apostolique de Battambang [A 34],[B 34]
- la préfecture apostolique de Kampong Cham [A 35],[B 35]

En Mongolie :
- la préfecture apostolique d'Oulan-Bator [A 36],[B 36]

En Russie :
- la préfecture apostolique d'Ioujno-Sakhalinsk [A 37],[B 37]

### En Europe
En Azerbaïdjan :
- la préfecture apostolique d'Azerbaïdjan à Bakou [A 38],[B 38]

### En Océanie
À la république des Îles Marshall :
- la préfecture apostolique des îles Marshall[A 39],[B 39]